# Leonor de Távora
Leonor Tomasa de Távora y Lorena, III marquesa de Távora (15 de marzo de 1700-13 de enero de 1759), fue una noble portuguesa, famosa por ser una de las víctimas del conocido como Proceso de los Távora.

## Biografía

### Familia y títulos
Nacida en Mogadouro, Leonor era hija de Luis Bernardo de Távora, V conde de São João da Pesqueira (1677-1718), y de Ana de Lorena (1681-1748), hija a su vez del I duque de Cadaval. Leonor se convirtió en la única heredera de su padre en 1716, cuando su hermano, Antonio Bernardo de Távora (1699-1716), murió a la temprana edad de 17 años. Dos años después falleció Luis Bernardo, obteniendo Leonor por derecho propio el título de VI condesa de São João da Pesqueira.
El 21 de febrero de 1718, apenas unos días después de convertirse en condesa, Leonor contrajo matrimonio en Mirandela con su primo Francisco de Asís de Távora, hijo mayor de Bernardo de Távora, III conde de Alvor, y de Juana de Lorena. La Gazeta de Lisboa publicó el siguiente texto acerca del enlace: «Francisco de Asís de Távora, hijo primogénito del conde de Alvor, se desposó en la Villa de Mirandela de la provincia de Trás-os-Montes, con la señora D. Leonor de Távora, hija única, & heredera del conde de S. João, & de la Casa de los marqueses de Távora, sus abuelos». Fruto de esta unión nacieron trece vástagos, de los cuales solo cuatro llegaron a la edad adulta:
- Mariana Raimunda Bernarda de Távora (1722-¿?), casada con Jerónimo de Ataíde, XI conde de Atouguia.
- Luis Bernardo de Távora (1723-1759), IV marqués de Távora, casado con su tía paterna Teresa de Távora y Lorena, amante del rey José I de Portugal. Murió ejecutado junto con sus padres.
- Juana Bernarda de Távora y Lorena (1724-1724).
- Bernardo José Antonio Felipe Baltasar de Távora (1725-1725).
- Margarita de Távora (1726-1735).
- Ana de Távora (1727-¿?).
- Antonio de Távora (1728-1731).
- Leonor Tomasa de Távora y Lorena (1729-1790), casada con José de Almeida Portugal, II marqués de Alorna, y madre de Leonor de Almeida Portugal.
- Inés de Távora (1731-¿?).
- Nuno de Távora (1732-1732).
- Raimunda de Távora (1733-1735).
- José María de Távora (1736-1759), ejecutado junto con sus padres.
- María de Távora (¿?-1748).

El 8 de febrero de 1721 falleció el abuelo paterno de Leonor, Antonio Luis de Távora, II marqués de Távora (1656-1721), lo que le supuso obtener un nuevo título nobiliario, el de III marquesa de Távora. En abril de 1744, con la muerte de su suegro y en virtud de su matrimonio, Leonor se convirtió en IV condesa de Alvor. Cuando su esposo se convirtió en virrey de las Indias, Leonor lo acompañó en un viaje a Oriente, donde escribió una carta a sus hijos relatando sus travesías (esta carta se conserva actualmente en el Archivo Nacional de la Torre do Tombo).

### Oposición al marqués de Pombal
Leonor nunca ocultó el desprecio que sentía hacia Sebastián José de Carvalho y Melo, marqués de Pombal, así como su oposición al ministerio que este ostentaba. Ligada a los jesuitas, Leonor tenía como consejero espiritual al padre Gabriel Malagrida, quien no gozaba de la simpatía del marqués. Con el tiempo su casa acabaría por convertirse en un importante foco de oposición a Pombal, quien estaba al corriente de este hecho; se cree que el origen de esta situación radicaba no obstante en que Leonor exigía la anulación del matrimonio de su hijo mayor, Luis Bernardo, con la amante del rey, Teresa de Távora y Lorena, quien era al mismo tiempo su cuñada y su nuera. La postura adoptada por la marquesa produjo un gran desagrado en el rey, quien ordenó a Pombal tratar de persuadir a los Távora de que Teresa debía retomar su vida conyugal con su esposo Luis Bernardo. Los marqueses se mostraron firmes en su intención de que el matrimonio fuese anulado, por lo que el monarca pidió personalmente a Francisco de Asís que olvidase la «supuesta aventura» de Teresa a cambio de favores y títulos en el gobierno; Francisco declinó sin embargo la oferta, lo que irritó profundamente al rey.

### Atentado contra José I
El 3 de septiembre de 1758 José I visitó a Teresa; tras su encuentro, el monarca se dispuso a regresar a la corte, ubicada en las colinas de Ajuda tras la destrucción del Palacio de Ribeira, residencia de la familia real hasta 1755 a causa del terremoto de Lisboa. Hacia las once y media de la noche tres hombres encapuchados abrieron fuego contra el carruaje en el que viajaba el soberano, hiriendo tanto al monarca como al cochero, si bien ambos lograron escapar y refugiarse en casa del marqués de Angeja, en la Junqueira, donde permanecieron hasta el amanecer. Tras regresar a la corte en un carruaje real escoltado por un cuerpo de militares, José I ordenó al marqués de Pombal llevar a cabo una investigación sobre el intento de regicidio, situación que el ministro aprovechó para organizar una persecución contra sus más acérrimos enemigos, principalmente contra la familia Távora, acusando al mismo tiempo a miembros del clero y la nobleza de cometer traición.
Pocos días después del atentado se detuvo y torturó a dos hombres, quienes confesaron ser los autores y declararon bajo tormento haber sido contratados por la familia Távora, la cual supuestamente habría conspirado a favor de José Mascarenhas, duque de Aveiro, para que este subiese al trono. Los dos fueron ahorcados al día siguiente, cuando el intento de regicidio aún no se había hecho público.

### Arresto y ejecución

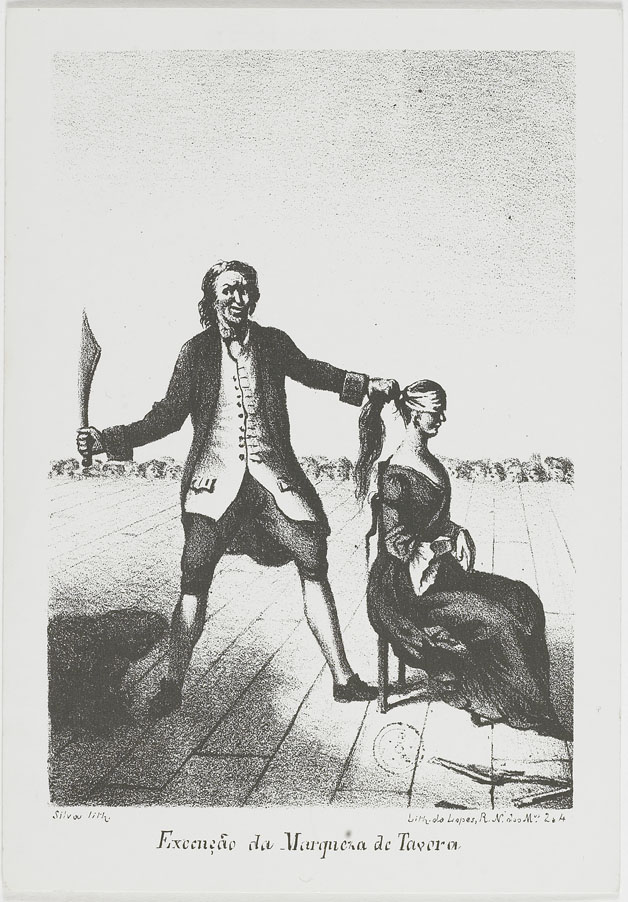
Ejecución de la marquesa de Távora, por Silva (1866).

Acusada sin pruebas de ser la principal instigadora de la tentativa de asesinato del rey, Leonor, al igual que toda su familia, fue arrestada en su casa la noche del 13 de diciembre de 1758 y conducida al Palacio de Belém, donde fue encerrada en el Patio de los Animales. El 12 de enero de 1759 fue condenada a morir decapitada con una espada, tras lo cual su cabeza sería expuesta al público, siendo así mismo todos sus bienes confiscados por la Corona (Leonor, condenada a muerte junto con varias personas, entre ellas su esposo y dos de sus hijos, fue la única mujer ejecutada en el proceso).
La ejecución tuvo lugar en Belém, en el Cais Grande, donde se erigió un gran cadalso de madera sobre el que se dispusieron postes, ruedas, mazas y otros instrumentos de tortura (todos los condenados, a excepción de Leonor, fueron sometidos a suplicio antes de ser ejecutados). La marquesa se apeó de la silla en la que había sido conducida al patíbulo prescindiendo de la ayuda de los dos sacerdotes que la acompañaban; tras esto se arrodilló en el primer peldaño de la escalera y se confesó durante 50 minutos, tiempo en que se procedió a ultimar algunos detalles del cadalso, como la colocación de clavos para asegurar los postes y el atornillamiento de las roscas de las ruedas. Una vez recibida la absolución, Leonor subió las escaleras entre los dos sacerdotes; llevaba prendas oscuras de raso, pendientes de diamantes y cintas en el pelo (este era el atuendo con el que la habían arrestado hacía un mes). Tres verdugos la recibieron en lo alto de la escalera y le ordenaron dar una vuelta por la plataforma para ser vista por la muchedumbre allí presente.
Leonor fue la primera en ser ajusticiada; según una crónica contemporánea, los verdugos mostraron a la marquesa uno por uno los instrumentos de tortura que había en el patíbulo y le explicaron detalladamente cómo morirían su esposo e hijos, ante lo cual Leonor lloró y les suplicó que la ejecutasen rápidamente. No obstante, según el informe del embajador francés la marquesa, atada de «manera indecente», demostró gran valor y no lloró ni pidió clemencia. Uno de los verdugos procedió a retirarle la capa que llevaba puesta y le ordenó que se sentara en un banco de pino situado en el centro del cadalso; Leonor tenía las manos atadas y, debido a ello, tras sentarse no pudo arreglar su vestido, cuya falda no había caído correctamente, si bien se levantó y, con un movimiento de su pie, logró arreglar la disposición del dobladillo. Acto seguido el verdugo le vendó los ojos y posó su mano sobre el pañuelo que cubría el cuello de la marquesa, quien replicó: «No me descomponga». Leonor inclinó la cabeza y el verdugo la cortó por la parte posterior con un solo golpe de espada, siendo a continuación sus restos mortales quemados y las cenizas arrojadas al río Tajo.

## Legado
Su memoria sería rehabilitada durante el reinado de María I con motivo de una revisión del caso, en la que se dictó la absolución de todos los condenados a excepción del duque de Aveiro. Su muerte, la de su esposo, la de sus hijos Luis Bernardo y José María así como la de todos los reos constituye un sangriento episodio conocido como Proceso de los Távora, el cual sería dramatizado en la serie de televisión O Processo dos Távoras (2001).